# Rhinoguinea magna
Rhinoguinea magna is een slang uit de familie draadwormslangen (Leptotyphlopidae) en de onderfamilie Epictinae.

## Naam en indeling
De wetenschappelijke naam van de soort werd voor het eerst voorgesteld door Jean-François Trape in 2014. Het is de enige soort uit het monotypische geslacht Rhinoguinea, dat eveneens werd beschreven door Trape in 2014.
De soortaanduiding magna betekent vrij vertaald 'groot' en slaat op het relatief lange lichaam van de slang. 

## Verspreidingsgebied
De soort komt voor in delen van Afrika en leeft endemisch in Mali.